# Juf in a Box
Juf in a Box is een computerspel dat werd ontwikkeld door Ranj serious games. Het spel werd in 2011 uitgebracht. Juf-in-a-Box is een educatief spel, waarin de speler op de fijne schrijfmotoriek kan trainen. De game is gebaseerd op de NTT-methode (Neuromotor Task Training). Juf-in-a-Box is gemaakt voor kinderen van 4 tot 7 jaar met of zonder schrijfproblemen.

## Prijzen en ontvangst
- Games for Health Europe Award[1]

"Juf-in-a-Box is een innovatie die gaming, wetenschap en techniek verenigt, tot een waardevolle toevoeging voor therapie en onderwijs."